# Гурко (улица във Велико Търново)
„Гурко“ е централна улица в Стария град, квартал Варуша – юг във Велико Търново.
Улицата е кръстена на един от генералите освободили България Йосиф Гурко от 1888 г. Улицата е една от най-живописните в града. По нея са минавали Васил Левски, революционери, освободителната армия на генерал Гурко и др. На нея се намират много възрожденски къщи и са творили редица художници. На улицата е имало няколко дюкяна и работилници до началото на XX век.
Простира се от площад „Майка България“ до Старопрестолна гимназия по икономика.

## Обекти
На ул. „Генерал Гурко“ или в нейния район се намират следните обекти:
- Старопрестолна гимназия по икономика
- Сарафкината къща